# Isertia verrucosa
Isertia verrucosa är en måreväxtart som först beskrevs av Alexander von Humboldt och Aimé Bonpland, och fick sitt nu gällande namn av Paul Carpenter Standley. Isertia verrucosa ingår i släktet Isertia och familjen måreväxter. Inga underarter finns listade i Catalogue of Life.